# Alexander Ulfig
Alexander Ulfig (* 1962 in Kattowitz) ist ein deutscher Philosoph und Autor.

## Leben
Alexander Ulfig studierte von 1983 bis 1985 in Hamburg und von 1985 bis 1989 in Frankfurt am Main Philosophie, Soziologie und Sprachwissenschaft. 1997 promovierte er mit einer Arbeit über Lebenswelt.
Ulfig kritisiert in seinen früheren Publikationen („Die Überwindung des Individualismus“) eine bestimmte Form des Individualismus, die er als „Selbstverwirklichungsindividualismus“ bezeichnet. Damit meint er die permanente Beschäftigung des Individuums mit sich selbst, mit seinen inneren Zuständen („Innenorientierung“) und das übertriebene Streben nach Selbstverwirklichung. Folgen dieser Form des Individualismus sind Egozentrik, Egoismus, Erfahrungsarmut und Kinderlosigkeit. Nur durch eine konsequente Außenorientierung, eine Orientierung auf die Außenwelt können diese negativen Folgen vermieden werden.
Ulfig spricht sich jedoch, vor allem in seinen neuesten Publikationen („Das bedrohte Vermächtnis der europäischen Aufklärung“), für den Individualismus der Aufklärung aus. Damit meint er die Selbstbestimmung und die Freiheit des Einzelnen. Der Individualismus der Aufklärung betrachtet Menschen als Einzelpersonen und nicht als Repräsentanten von Kollektiven. Das findet einen politischen sowie rechtlichen Niederschlag in den Menschenrechtserklärungen und in den Verfassungen demokratischer Staaten. Antiindividualistisch und somit antiaufklärerisch ist nach Ulfig die Etablierung von Partikularrechten, so z. B. von Quotenregelungen für bestimmte Bevölkerungsgruppen.
Weitere Ideale der Aufklärung sind nach Ulfig: die menschliche Vernunft als Richtmaß des Denkens und Handelns, die Menschenwürde, die Meinungsfreiheit, die Gleichheit vor dem Gesetz und die Religionskritik. Seiner Meinung zufolge werden diese Ideale gegenwärtig verletzt, die Errungenschaften der Aufklärung zunehmend rückgängig gemacht. Zwei „Kräfte“ tun sich dabei besonders hervor: die philosophische Postmoderne und die „Rückkehr des Religiösen“. Die philosophische Postmoderne richtet sich gegen universelle Ansprüche der Vernunft; sie lehnt das Streben nach Wahrheit und Objektivität ab. Es gebe für sie keine objektive Realität, sondern nur Konstruktionen und Diskurse, die relativ zu dem jeweiligen sozio-kulturellen Kontext bestünden. Ulfig wendet sich gegen den postmodernen Relativismus. Dabei vertritt er einen empiristischen Standpunkt, dem zufolge objektive Realität anhand von empirischer Forschung festgestellt werden kann. Angesichts der „Rückkehr des Religiösen“ in der westlichen Welt, insbesondere des Islam, bedauert Ulfig, dass die Religionskritik als eine wichtige Säule der Aufklärung gegenwärtig nicht geübt wird. Das gilt besonders für die sich als religionskritisch und atheistisch bezeichnende westliche Linke.
Ulfig spricht sich in Anlehnung an Erich Fromm für einen „nicht-essentialistischen Humanismus“ aus. Seine Grundmerkmale sind die Orientierung an der Vernunft und nicht an Emotionen, die Herausbildung der Individualität durch die Loslösung von Kollektividentitäten und die Brüderlichkeit, die Fähigkeit des Individuums, über sich selbst hinauszugehen, universelle Ansprüche zu formulieren und eine solidarische Gemeinschaft aufzubauen.
Ulfig ist Autor der Zeitschrift Eigentümlich frei und der Internetzeitung Freie Welt; dazu publiziert er in Medien wie Freitag und Le Bohemien.

## Veröffentlichungen

### Monographien
- Lexikon der philosophischen Begriffe. Eltville 1993. ISBN 3-89836-373-2
- Lebenswelt, Reflexion, Sprache. Würzburg 1997. ISBN 3-8260-1317-4
- Die Überwindung des Individualismus. Essen 2003. ISBN 3-89924-063-4
- Große Denker. Köln 2006. ISBN 3-89340-078-8
- Wege aus der Beliebigkeit: Alternativen zu Nihilismus, Postmoderne und Gender-Mainstreaming. Baden-Baden 2016. ISBN 978-3-86888-113-4
- Das bedrohte Vermächtnis der europäischen Aufklärung, Baden-Baden 2021, ISBN 978-3-86888-180-6

### Herausgaben
- mit Harald Schulze-Eisentraut und Torsten Steiger: Die Quotenfalle, Finanzbuch Verlag, München 2017, ISBN 978-3-95972-015-1
- Language, Mind and Epistemology, Dordrecht 1994.
- Protosoziologie im Kontext, Würzburg 1996.
- Intention, Bedeutung, Kommunikation, Wiesbaden 1997.
- Immanuel Kant, Die drei Kritiken, Köln 1999.
- Friedrich Nietzsche, Ausgewählte Werke, Köln 1999.
- Niccolò Machiavelli, Hauptwerke in einem Band, Köln 2000.
- Arthur Schopenhauer, Hauptwerke in 2. Bänden, Köln 2000.
- Karl Marx, Das Kapital, Köln 2000.
- Georg Simmel, Philosophie des Geldes, Köln 2001.
- Karl Marx/Friedrich Engels, Das kommunistische Manifest; Karl Marx, Das Kapital, Köln 2004.
- Max Weber, Wirtschaft und Gesellschaft, Frankfurt am Main 2005.
- Niccolò Machiavelli, Gesammelte Werke in einem Band, Frankfurt am Main 2006.
- mit Harald Schulze-Eisentraut: Angriff auf die Wissenschaftsfreiheit. Finanzbuch Verlag, München, 2022. ISBN 978-3-95972-651-1
- Das Ende der Universität. Niedergang und mögliche Erneuerung einer europäischen Institution, Baden-Baden 2024, ISBN 978-3-86888-211-7.
- Woke Kulturpolitik. Ursprünge, Erscheinungsformen, Auswirkungen, Baden-Baden 2025, ISBN 978-3-86888-221-6.